# Trash
Trash este cel de-al nouălea single al trupei Suede, lansat pe 29 iunie 1996, și primul single de pe cel de-al treilea album al lor, Coming Up. A ocupat locul 3 în Marea Britanie, cea mai înaltă poziție pe care s-a clasat vreodată un single Suede în topul britanic, egalând astfel performanța single-ului lansat în 1994, „Stay Together”. Reprezintă o schimbare dramatică în sound-ul trupei, care devine mai accesibil, îndreptându-se spre pop. Este primul single pe care nu apare nicio compoziție de-a lui Bernard Butler.
Cântecului i s-au acordat mai multe semnificații de-a lungul timpului, cea mai comună fiind că reprezintă o poveste despre cei distanțați de lumea obișnuită, altfel spus, outsiderii. Sau, după cum spune Brett Anderson: „Cred că am fost mereu o trupă 'altfel'. E în parte pentru că suntem o trupă ciudată: suntem de vârste, greutăți și înălțimi diferite, nu am crescut cu toții împreună la școală. E mai degrabă o adunătură de... ciudați, grupați împreună sub numele Suede. Și e în parte pentru că eu mă simt un ciudat, așa m-am simțit toată viața. Și cred că oamenii care se simt outsideri vor empatiza cu acest cântec.”
Melodia apare într-o variantă diferită pe compilația Singles, scoasă în 2003; partea vocală este reînregistrată, iar finalul este schimbat. Toate cele patru B-side-uri aflate pe single au fost incluse pe albumul-compilație Sci-Fi Lullabies, lansat în 1997 - „Europe is our Playground” într-o versiune diferită.

## Lista melodiilor

### CD1
1. „Trash”
2. „Europe is our Playground” (Anderson, Mat Osman)
3. „Every Monday Morning Comes”

### CD2
1. „Trash”
2. „Have You Ever Been This Low?”
3. „Another No One” (Anderson)

### 7"
1. „Trash”
2. „Europe is our Playground” (Anderson, Osman)

## Despre videoclip
Videoclipul a fost regizat de David Mould. Ca și în „New Generation”, formația cântă într-o cameră plină de oameni, dar imaginile sunt cu totul opuse față de cele din videoclipul respectiv: culori puternice predomină atât pe pereți, cât și pe mobile, iar oamenii au un aspect cu tentă de glam, fiind machiați puternic, și având coafuri și haine extravagante. Este primul videoclip în care apare clăparul Neil Codling.

## Poziții în topuri
- 1 (Finlanda)
- 3 (Marea Britanie)
- 5 (Suedia)
- 12 (Norvegia)